# Хрупищка българска община
 Тази статия е за българското сдружение.  За гръцкото вижте Хрупищка гръцка община.  
Хрупищката българска община е гражданско-църковно сдружение на българите екзархисти в Хрупища, Костурско. Нейно задължение е поддръжката на българските училища, читалище и църкви, както и заплатите на учителите в града. Действията ѝ са силно затруднени от многочисленото гъркоманско - българско и влашко население в града, което поддържа Хрупищката гръцка община.

## История
Общината е създадена в началото на 80-те години на XIX век. В 1883 година, българската партия в града, начело с Димитър Сикавичовски и Кирязо Сикавичовски, Янко Кръстев, братя Типо и Христо Янакиеви, Яни Драшков и Никола Шкоев, успява да открие в Хрупища българско училище „Св. св. Козма и Дамян“ („Свети Врач“). В него от учебната 1883 – 1884 година дълги години преподава училият в Одрин Апостол Филипов Калоянов от Загоричани, който обаче в 1885 година заедно с други български учители в Костурско (Търпо Поповски, Григорий Бейдов, Кузман Шапарданов, Константин Дамянов) е вкаран в затвора и училището е затворено. В 1895 – 1896 година учителка в Хрупища е Ангелина Бонева. В 1898 – 1899 година главен български учител в Хрупища е Васил Шанов.
Общината е унищожена в 1913 година от гръцките военни власти, а имотите ѝ са конфискувани. В 1926 година владиката Йоаким Костурски нарежда изцяло да бъде съборен бившият български параклис „Свети Врач“. Параклисът след отнемането му от българската община е превърнат в обор за коне, но местните българи продължават да го посещават и да се молят там и затова владиката нарежда пълното му разрушаване. В сградата на бившето българско училище са настанени гърци бежанци.